# ポール・フェルダー
ポール・フェルダー（Paul Felder、1984年4月25日 - ）は、アメリカ合衆国の男性元総合格闘家、総合格闘技解説者。ペンシルベニア州フィラデルフィア出身。ルーファスポーツ所属。元CFFCライト級王者。

## 来歴
12歳からテコンドーと空手を始め、テコンドーではジュニアオリンピックに出場。大学ではムエタイを始めた。

### UFC
2014年10月4日、UFC初参戦となったUFC Fight Night: MacDonald vs. Saffiedineでジェイソン・サッゴと対戦し、2-1の判定勝ちを収めた。
2015年1月3日、UFC 182でダニー・カスティーリョと対戦し、バックブローでKO勝ち。パフォーマンス・オブ・ザ・ナイトを受賞した。
2015年7月25日、UFC on FOX 16でライト級ランキング7位のエジソン・バルボーザと対戦し、0-3の判定負け。ファイト・オブ・ザ・ナイトを受賞した。
2017年2月19日、UFC Fight Night: Lewis vs. Browneでアレッサンドロ・リッチと対戦し、パウンドでTKO勝ち。パフォーマンス・オブ・ザ・ナイトを受賞した。
2017年7月16日、UFC Fight Night: Nelson vs. Ponzinibbioでスティービー・レイと対戦し、グランドの肘打ちでKO勝ち。パフォーマンス・オブ・ザ・ナイトを受賞した。
2019年2月17日、UFC on ESPN: Ngannou vs. Velasquezでライト級ランキング10位のジェームズ・ヴィックと対戦し、3-0の判定勝ち。
2019年9月7日、UFC 242でライト級ランキング7位のエジソン・バルボーザと対戦し、2-1の判定勝ち。
2020年2月23日、UFC Fight Night: Felder vs. Hookerでライト級ランキング7位のダン・フッカーと対戦し、1-2の5R判定負け。敗れはしたものの、ファイト・オブ・ザ・ナイトを受賞した。
2020年11月14日、大会5日前のオファーを受けてUFC Fight Night: Felder vs. dos Anjosで元UFC世界ライト級王者のハファエル・ドス・アンジョスと対戦。フルラウンドを戦い抜くも、1-2の5R判定負け。敗れはしたものの、ファイト・オブ・ザ・ナイトを受賞した。ブドウ球菌感染症で欠場したイスラム・マカチェフの代役を受けての緊急出場であった。
2021年5月22日、UFC Fight Night: Font vs. Garbrandtで現役引退を発表。

## 人物・エピソード
- 格闘技と兼業してUFCの解説やコメンテーターを務めている。
- 左胸に「伶」と漢字のタトゥーを入れている。

## 戦績
| 総合格闘技 戦績 | 総合格闘技 戦績 | 総合格闘技 戦績 | 総合格闘技 戦績 | 総合格闘技 戦績 | 総合格闘技 戦績 | 総合格闘技 戦績 |
| --------------- | --------------- | --------------- | --------------- | --------------- | --------------- | --------------- |
| 23 試合         | (T)KO           | 一本            | 判定            | その他          | 引き分け        | 無効試合        |
| 17 勝           | 10              | 1               | 6               | 0               | 0               | 0               |
| 6 敗            | 1               | 0               | 5               | 0               | 0               | 0               |

| 勝敗 | 対戦相手                     | 試合結果                            | 大会名                                                     | 開催年月日     |
| ×    | ハファエル・ドス・アンジョス | 5分5R終了 判定1-2                   | UFC Fight Night: Felder vs. dos Anjos                      | 2020年11月14日 |
| ×    | ダン・フッカー               | 5分5R終了 判定1-2                   | UFC Fight Night: Felder vs. Hooker                         | 2020年2月23日  |
| ○    | エジソン・バルボーザ         | 5分3R終了 判定2-1                   | UFC 242: Khabib vs. Poirier                                | 2019年9月7日   |
| ○    | ジェームズ・ヴィック         | 5分3R終了 判定3-0                   | UFC on ESPN 1: Ngannou vs. Velasquez                       | 2019年2月17日  |
| ×    | マイク・ペリー               | 5分3R終了 判定1-2                   | UFC 226: Miocic vs. Cormier                                | 2018年7月7日   |
| ○    | チャールズ・オリベイラ       | 2R 4:06 TKO（グランドの肘打ち連打） | UFC 218: Holloway vs. Aldo 2                               | 2017年12月2日  |
| ○    | スティービー・レイ           | 1R 3:57 KO（グランドの肘打ち連打）  | UFC Fight Night: Nelson vs. Ponzinibbio                    | 2017年7月16日  |
| ○    | アレッサンドロ・リッチ       | 1R 4:44 TKO（膝蹴り→パウンド）      | UFC Fight Night: Lewis vs. Browne                          | 2017年2月19日  |
| ×    | フランシスコ・トリナウド     | 3R 2:25 TKO（ドクターストップ）     | UFC Fight Night: Cyborg vs. Lansberg                       | 2016年9月24日  |
| ○    | ジョシュ・バークマン         | 5分3R終了 判定3-0                   | UFC Fight Night: Almeida vs. Garbrandt                     | 2016年5月29日  |
| ○    | ダロン・クルックシャンク     | 3R 3:56 リアネイキッドチョーク      | UFC Fight Night: Dillashaw vs. Cruz                        | 2016年1月17日  |
| ×    | ロス・ピアソン               | 5分3R終了 判定1-2                   | UFC 191: Johnson vs. Dodson 2                              | 2015年9月5日   |
| ×    | エジソン・バルボーザ         | 5分3R終了 判定0-3                   | UFC on FOX 16: Dillashaw vs. Barao 2                       | 2015年7月25日  |
| ○    | ダニー・カスティーリョ       | 2R 2:09 KO（右バックブロー）        | UFC 182: Jones vs. Cormier                                 | 2015年1月3日   |
| ○    | ジェイソン・サッゴ           | 5分3R終了 判定2-1                   | UFC Fight Night: MacDonald vs. Saffiedine                  | 2014年10月4日  |
| ○    | クレイグ・ジョンソン         | 2R 3:44 KO（後ろ回し蹴り）          | CFFC 38: Felder vs. Johnson 【CFFCライト級タイトルマッチ】 | 2014年8月9日   |
| ○    | マーク・スティーブンス       | 2R 4:03 TKO（パウンド）             | CFFC 33: Felder vs. Stevens 【CFFCライト級王座決定戦】     | 2014年3月22日  |
| ○    | ジュリアン・レイン           | 5分3R終了 判定3-0                   | CFFC 28: Brenneman vs. Baker                               | 2013年10月26日 |
| ○    | コーリー・ブリーケン         | 5分3R終了 判定3-0                   | CFFC 24: Sullivan vs. Becker                               | 2013年5月11日  |
| ○    | リッキー・ヌーノ             | 1R 2:15 TKO（肘打ち）               | CFFC 20: Heckman vs. Martinez                              | 2013年2月8日   |
| ○    | カーマ・ワーシー             | 1R 1:10 TKO（パウンド）             | Pinnacle FC: Pittsburgh Challenge Series 1                 | 2012年12月29日 |
| ○    | ジュダ・シエルボ             | 2R終了時 TKO（ドクターストップ）    | XFE: Cage Wars 14                                          | 2012年3月3日   |
| ○    | ムトゥーメ・グッドラム       | 2R 2:31 TKO（膝蹴り）               | CFFC 12: Pollard vs. Soto                                  | 2011年12月10日 |

## 獲得タイトル
- 第5代CFFCライト級王座（2014年）

## 表彰
- ブラジリアン柔術 青帯
- 松濤館空手 黒帯[4]
- テコンドー 黒帯二段
- UFC ファイト・オブ・ザ・ナイト（1回）[2]
- UFC パフォーマンス・オブ・ザ・ナイト（3回）[2]